# 대천천
대천천(大川川)은 대한민국에서 구 대천시인 보령시와 부산광역시에 있는 하천이다.

## 충청남도

### 보령시
대천천은 보령시의 하천이며, 구 대천시의 이름의 원류이다.

## 부산광역시
대천천은 부산광역시의 하천이다.